# Heidemarie Wright
Heidemarie „Heidi“ Wright geb. Englert (* 20. Februar 1951 in Heimbuchenthal) ist eine deutsche Politikerin (SPD).

## Leben und Beruf
Nach dem Besuch der Volksschule absolvierte Heidemarie Wright eine Lehre zur Rechtsanwaltsgehilfin und war anschließend in Anwaltskanzleien in Aschaffenburg und Hanau tätig. Nach einer achtjährigen Familienpause arbeitete sie als Verwaltungsangestellte bei der Polizei.
Heidemarie Wright ist seit 2006 in zweiter Ehe mit Harald Schneider verheiratet und hat aus der ersten Ehe zwei Töchter. Ebenfalls zur Familie gehören  zwei Söhne aus der ersten Ehe des geschiedenen Ehemannes.

## Partei
1983 trat sie in die SPD ein und gehörte von 1984 bis 2007 dem Vorstand des SPD-Kreisverbandes Miltenberg an. Heidemarie Wright war außerdem seit 1986 stellvertretende Vorsitzende des SPD-Unterbezirks bis 2010 und ist seit 1991 ununterbrochen Mitglied des Bezirksvorstands der SPD in Unterfranken.

## Abgeordnete
Heidemarie Wright gehörte bis Dezember 2006 dem Marktgemeinderat von Elsenfeld und außerdem von 1996 bis Juli 2007 dem Kreistag des Landkreises Miltenberg an. Seit 2008 hat sie einen Sitz im Kreistag des Landkreises Main-Spessart.
Von 1994 bis 2009 war sie Mitglied des Deutschen Bundestages. Hier war sie von 1998 bis 2002 stellvertretende Sprecherin der Arbeitsgruppe Petitionen sowie der Arbeitsgruppe Verbraucherschutz, Ernährung, Landwirtschaft der SPD-Bundestagsfraktion. Sie war Mitglied im Bundestagsausschuss für Verkehr, Bau und Stadtentwicklung und dort Berichterstatterin für Radverkehr und Verkehrssicherheit. Für den am 27. September 2009 gewählten 17. Bundestag kandidierte Wright nicht mehr.
Heidemarie Wright ist stets über die Landesliste Bayern in den Bundestag eingezogen. Ihr Wahlkreis ist Main-Spessart.

## Gesellschaftliche Ämter
Im November 2004 wurde sie zur Stellvertretenden Bundesvorsitzenden des Allgemeinen Deutschen Fahrrad-Clubs (ADFC) gewählt. Im November 2010 trat sie nicht mehr zur Wahl an.

## Ehrungen
- 2013: Verdienstkreuz am Bande der Bundesrepublik Deutschland